# قياس الفقر

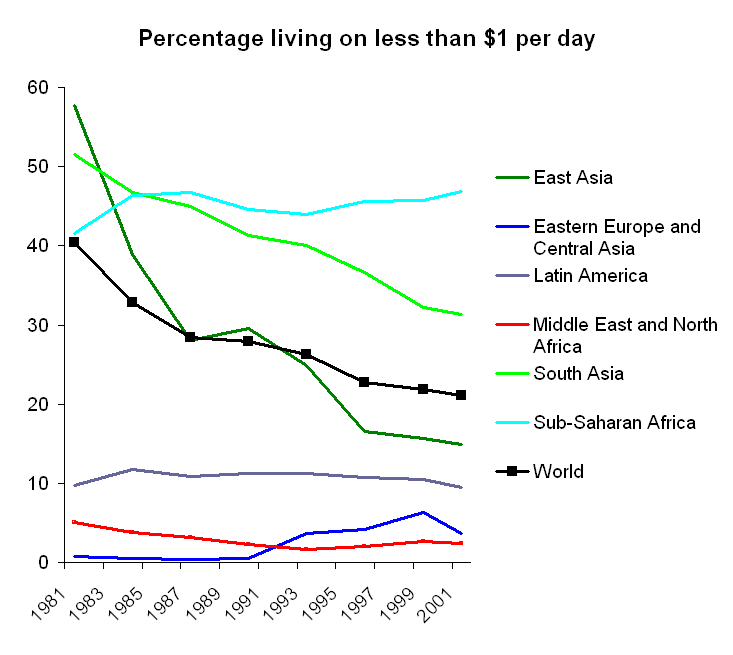
انخفضت نسبة سكان العالم الذين يعيشون على أقل من دولار واحد في اليوم إلى النصف خلال 20 عامًا. حدث معظم هذا التحسن في شرق وجنوب آسيا. يوضح الرسم البياني الفترة 1981-2001.

يمكن قياس الفقر بطرق مختلفة من قبل الحكومات والمنظمات الدولية وصانعي السياسات والممارسين. فالفقر يُفهم بصورة متزايدة على أنه متعدد الأبعاد، ويشمل عوامل اجتماعية وطبيعية واقتصادية تقع في إطار عمليات اجتماعية-سياسية أوسع نطاقًا. يجادل منهج القدرات أيضًا بأن فهم مفاهيم الفقراء أمر أساسي في فهم الفقر وقياسه.

## الفقر المطلق مقابل الفقر النسبي
قد يكون الفقر، عند قياسه، مطلقًا أو نسبيًا. يشير الفقر المطلق إلى معيار محدد يكون ثابتًا بمرور الوقت وبين البلدان. ومن الأمثلة على القياس المطلق: النسبة المئوية من السكان الذين يتناولون غذاء أقل مما هو مطلوب لدعم الجسم البشري (ما يقرب من 2000-2500 سعرة حرارية في اليوم).
وفي المقابل، يعتبر الفقر النسبي أن الفقر محدد اجتماعيًا ويعتمد على السياق الاجتماعي. يتمثل أحد المقاييس النسبية في مقارنة الثروة الإجمالية لأفقر ثلث السكان بالثروة الإجمالية لأغنى 1% من السكان. وفي هذه الحالة، يمكن أن يزداد عدد الأشخاص الذين يعتبرون فقراء بينما يرتفع دخلهم. وهناك العديد من مقاييس عدم تكافؤ الدخل؛ ومن الأمثلة على ذلك معامل جيني.
ومع أن الفقر المطلق أكثر شيوعًا في البلدان النامية، لكن الفقر وعدم المساواة موجودان في جميع أنحاء العالم.

## قياسات
إن خط الفقر الرئيسي المستخدم في منظمة التعاون الاقتصادي والتنمية والاتحاد الأوروبي هو مقياس الفقر النسبي على أساس «المسافة الاقتصادية»، وهو مستوى دخل يُحدد عادة بنسبة 60% من متوسط دخل الأسرة.
في المقابل، تستخدم الولايات المتحدة مقياس الفقر المطلق. أنشِئ خط الفقر في الولايات المتحدة في 1963-1964 واستند إلى التكاليف الدولارية «لخطة الغذاء الاقتصادية» التابعة لوزارة الزراعة الأمريكية مضروبة في ثلاثة أضعاف. استند معامل الضرب إلى البحث الذي أظهر أن تكاليف الغذاء تمثل في ذلك الوقت نحو ثلث الدخل النقدي. ومنذ ذلك الحين، يجري تحديث هذا الحساب لمرة واحدة سنويًا حسب التضخم.
انتقِد الخط الأمريكي على أنه إما مرتفع جدًا أو منخفض جدًا. على سبيل المثال: تعترض مؤسسة التراث، وهي مؤسسة فكرية محافظة في الولايات المتحدة، على حقيقة مفادها أن 46% من هؤلاء الذين عُرِّفوا بأنهم فقراء في الولايات المتحدة يملكون منزلًا خاصًا بهم (يضم منزل الشخص الفقير العادي ثلاث غرف نوم، مع حمام ونصف، ومرآب). يجادل آخرون، مثل الخبيرة الاقتصادية إيلين فرانك، بأن مقياس الفقر منخفض جدًا فالعائلات تنفق أقل بكثير من إجمالي ميزانيتها على الغذاء مقارنة بما أنفقته عند وضع هذا القياس في الخمسينات من القرن العشرين. علاوة على ذلك، لا تأخذ إحصاءات الفقر الفيدرالية في الحسبان الفروق الإقليمية المتباينة على نطاق واسع في التكاليف غير الغذائية مثل الإسكان والنقل والمرافق.
وعادةً ما يستند قياس الفقر المطلق والنسبي على الدخل السنوي للشخص ولا يراعي في كثير من الأحيان مجموع الثروة. ويزعم بعض الناس أن هذا يتجاهل عنصرًا رئيسيًا من عناصر الرفاه الاقتصادي. تشير التطورات والبحوث الرئيسية في هذا المجال إلى أن المقاييس المعيارية ذات البعد الواحد للفقر، والتي تعتمد أساسًا على استهلاك الثروة أو السعرات الحرارية، تعاني من نقص خطير. ويرجع ذلك إلى أن الفقر كثيرًا ما ينطوي على الحرمان على عدة جبهات، لا ترتبط بالضرورة ارتباطًا جيدًا بالثروة. الوصول إلى الاحتياجات الأساسية هو مثال على القياس الذي لا يشمل الثروة. الوصول إلى الاحتياجات الأساسية التي يمكن استخدامها في قياس الفقر هي المياه النظيفة، والغذاء، والمأوى، والملابس. لقد ثبت أن الناس قد يكون لديهم دخل كافٍ لتلبية الاحتياجات الأساسية، ولكن لا يستخدمونه بحكمة. وبالمثل، قد لا يُحرم الناس الذين يعيشون في فقر مطلق إذا كانت هناك شبكات اجتماعية قوية بما فيه الكفاية، أو نظم للخدمات الاجتماعية. لمزيد من المناقشة انظر. انظر أيضًا مقالة ويكيبيديا حول الفقر متعدد الأبعاد.

## إيرادات المؤشر
فوائد:
1. من السهل قياسها (عادة أقل دخلًا من الإنفاق)
2. يقيس درجة التحكم في تمويل الأسرة
3. جمع البيانات أرخص

مساوئ:
1. من المحتمل أن يكون هناك قصور في تقرير الدخل
2. قد تتأثر بالتقلبات قصيرة المدى (مثلًا: الأعمال الموسمية)، لذلك قد لا تسجل فترة التقرير المعلومات الصحيحة
3. يصعب مسح بعض أجزاء الدخل (الإنتاج من المنزل أو دخل العمل الحر)
4. يمكن أن تكون الصلة بين الدخل والرفاهية مربكة[9]

## نفقات المؤشر
فوائد
1. تقرير مستوى المعيشة المادي الفعلي.
2. للقياس على المدى الطويل هو أفضل وأكثر دقة
3. التقليل من النفقات بحيث يسهل التذكير بها

المساوئ
1. قد يكون الاستهلاك المعيشي غير متكافئ (على سبيل المثال اقتراض الأموال)
2. لا يمكن أن تكون خيارات الاستهلاك منطقية. الأشخاص الذين ينفقون أقل، يمكنهم الادخار أو العيش بتواضع
3. قد تتلف البيانات بسبب المعلومات غير الصحيحة
4. من الصعب قياس السلع المعمرة في فترة معينة من البحث[9]

## المقاييس الأخرى لرفاه الأسرة المعيشية
حتى لو جرى قياس الدخل والمصروفات بشكل مثالي، فإن أيًا من هذه المقاييس لا يظهر الرفاهية بموضوعية. والتي تشمل مثلًا أوقات الفراغ، والسلع العامة، والرعاية الصحية، والتعليم، وحتى السلام، والأمن. ويتمثل أحد المعايير في استهلاك السعرات الحرارية لكل شخص. وفقًا لهذا المعيار، يمكننا معرفة النسبة المئوية للسكان الذين يعانون من الجوع. على الرغم من أن متوسط الحد الأقصى هو نحو 2100 سعرة حرارية، لكنه يختلف من شخص لآخر. يعتمد ذلك على العمر والجنس وما إلى ذلك. ما هي نسبة الدخل التي ننفقها على استهلاك الغذاء؟ تظهر البحوث أنه كلما كان البلد أكثر تطورًا كلما كانت الميزانية التي ننفقها على الغذاء أقل. عيب هذا المقياس هو أن الناس يختلفون نسبيًا في جودة الطعام واستهلاك الفرد. قياس النتائج بدلًا من المدخلات. بدلًا من كمية الطعام، يجب أن نركز على الحالة الأنثروبومترية (نقص الوزن، إلخ). وهذا القياس يبين حقًا نوعية الأسرة المعيشية. ومع ذلك، لا يمكن استخدامه للمقارنات بين الدول أو القارات، لأن الجنسيات تختلف في الحجم. والفكرة الأخيرة عن كيفية تقييم الفقر ترجع إلى القرار الذي يتخذه المواطنون. ففي فيتنام، على سبيل المثال، يُحكم على بعض القرى من جانب السكان أنفسهم، الذين يحتاجون إلى المساعدة من الفقر. على الرغم من أن هذا الحل البسيط يعمل في مكان ما، لكنه غالبًا ما يُشوه بتأثيرات مختلفة. باختصار، لا يوجد حتى الآن مقياس مثالي لرفاهية السكان. وهذه ليست حجة لإنهاء القياس، بل إنذارًا لتقليل الأخطاء ومراعاة أكبر عدد ممكن من العوامل.

## تعريفات
يعرف البنك الدولي الفقر بالقيم المطلقة. يعرّف البنك الفقر المدقع بأنه العيش على أقل من 1.90 دولارًا أمريكيًا في اليوم. (تعادل القوة الشرائية)، والفقر المعتدل أقل من 3.10 دولارًا في اليوم. تشير التقديرات إلى أنه في عام 2008، كان 1.4 مليار شخص لديهم مستويات استهلاك أقل من 1.25 دولارًا أمريكيًا في اليوم و2.7 مليار يعيشون على أقل من دولارين في اليوم. انخفضت نسبة سكان العالم النامي الذين يعيشون في فقر اقتصادي مدقع من 28 في المئة في عام 1990 إلى 21 في المئة في عام 2001. حدث قدر كبير من التحسن في شرق وجنوب آسيا. في أفريقيا جنوب الصحراء، انكمش إجمالي الناتج المحلي/الفرد بنسبة 14 في المئة، وزاد الفقر المدقع من 41 في المئة في عام 1981 إلى 46 في المئة في عام 2001. شهدت المناطق الأخرى تغييرًا ضئيلًا أو لم تشهد أي تغيير. في أوائل التسعينيات من القرن العشرين، شهدت الاقتصادات التي تمر بمرحلة انتقالية في أوروبا وآسيا الوسطى انخفاضًا حادًا في الدخل. وارتفعت معدلات الفقر إلى 6 في المئة في نهاية العقد قبل أن تبدأ في التراجع. وهناك انتقادات لهذه القياسات.